# Йоган Кройф Арена
«Йоган Кройф Арена» (нід. Johan Cruijff ArenA) — футбольний стадіон в Амстердамі, Нідерланди. Домашня арена футбольного клубу «Аякс» та збірної Нідерландів з футболу. Вміщує 56 120 глядачів.

## Історія
Стадіон побудований та відкритий у 1996 році. Проєкт арени був розроблений ще 1986 року як олімпійський стадіон з футбольним полем та легкоатлетичним манежем. Проєкт арени розроблявся у рамках підготовки Амстердама до Літніх Олімпійських ігор 1992 року, оскільки місто було одним із претендентів на їх проведення. Після того, як право на проведення олімпіади виборола Барселона, план побудови нового стадіону в Амстердамі був закинутий. У 1987 році Спортивна фундація Амстердама презентувала план побудови стадіону із потужністю 55 000 глядачів. У 1990 році новий проєкт було розроблено на основі двох попередніх. Арена планувалася із футбольним полем та легкоатлетичним манежем, а також із дахом, який повністю закриває поле і трибуни. «Аякс», який тоді грав на стадіоні «Де Меєр», тоді планував будівництво більшої нової домашньої арени. Протягом вже кількох років клуб грав на «Олімпійському стадіоні». Тому за сприяння «Аякса» конструкція спроєктованого стадіону була змінена: легкоатлетичний манеж із біговими доріжками було вилучено, потужність знижена до 50 000 місць, а фіксований постійно закритий дах замінений на розсувний. У 1992 році муніципалітет Амстердама оголосив про будівництво на місці, де перед цим планувалася побудова нового стадіону, багатоповерхового паркінгу. Але вже 1993 року влада Амстердама знову змінила плани і дала дозвіл на будівництво там стадіону.  У листопаді 1993 року було розпочато будівельні роботи.  Вже у березні 1996 року «Амстердам-Арену»  було дозволено відвідувати туристам та місцевим мешканцям. За час будівництва арену відвідало 180 000 відвідувачів. «Амстердам-Арена» була офіційно відкрита 14 серпня 1996 року королевою Беатрікс.
Першим матчем, зіграним на стадіоні, був товариський матч між «Аяксом» та італійським «Міланом».
На стадіоні розташований музей ФК «Аякс».
Окрім футбольних матчів на стадіоні проводяться змагання з американського футболу та різних видів спорту. А також культурні заходи, зокрема концерти. Під трибунами арени можуть розміститися 500 автомобілів, а неподалік розташований паркінг на 12 000 автомобілів. 
Стадіон приймав матчі в рамках Чемпіонату Європи з футболу 2000 року та Чемпіонату Європи з футболу 2020 року.
25 квітня 2017 року було оголошено, що «Амстердам-Арена» буде перейменована на «Йоган Кройф Арена», на честь легендарного нідерландського футболіста Йогана Кройфа.

## Будівля
Головним архітектором стадіону є Роб Шуурман. Повна місткість стадіону становить 54 990 осіб. До кінця сезону 2019-2020 років місткість була розширена приблизно до 56 000 місць. Під час музичних концертів стадіон має максимальну місткість 68 000 відвідувачів. Місткість паркінгу Transferium всередині становить 500 автомобілів (всередині); на вулиці доступні ще 12 000 місць.

## Цікаві факти
Влітку 2018 року на найбільшому стадіоні Нідерландів впровадили інноваційну технологію збереження енергії. Спільно з Nissan, Eaton, BAM, The Mobility House та Johan Cruijff були встановлені 148 батарей від Nissan Leaf, що здатні будуть підтримувати освітлення арени навіть при відключенні від загальної мережі. Потужність встановленого комплексу 3 МВт. Метою проєкту було «поліпшення умов використання та голландської енергетичної мережі». Також енергозбереження забезпечують 4,2 тис. сонячних батарей, котрі підживлюють комплекс.